# لوییس سوارز میرامونتس
لوییس سوارز میرامونتس (زادهٔ ۲ می ۱۹۳۵ - درگذشتهٔ ۹ ژوئیهٔ ۲۰۲۳) معروف به لوییزیتو بازیکن فوتبال بازنشسته اهل اسپانیا بود.
او سابقهٔ سرمربیگری و بازی در تیمهای اینتر میلان، باشگاه فوتبال دپورتیوو لا کرونیا و تیم ملی اسپانیا و بارسلونا را در کارنامه خود دارد. او بهترین بازیکن سال اروپا در سال ۱۹۶۰ بوده و ۳ بار دیگر نیز نامزد دریافت این جایزه شده‌است.
در سال ۱۹۶۱ باشگاه فوتبال اینترمیلان با خرید سوارز از بارسلونا رکورد نقل و انتقالات فوتبال جهان را جابه‌جا کرد.

## دوران پایانی زندگی و مرگ
در ژوئیه ۲۰۱۵، به عنوان بخشی از جشن‌های سی‌امین سالگرد موزه اف سی بارسلونا، سوارز توپ طلای خود را به این موزه اهدا کرد.
سوارز در ۹ ژوئیه ۲۰۲۳ در سن ۸۸ سالگی درگذشت. ماسیمو موراتی، رئیس سابق اینترمیلان درگذشت سوارز را اعلام کرد و تأیید کرد که بازیکن و سرمربی سابق چند روز قبل از مرگش در بیمارستان «نیگواردا کا گراندا» در میلان بستری شده بود.